# Cornelis Verdonck

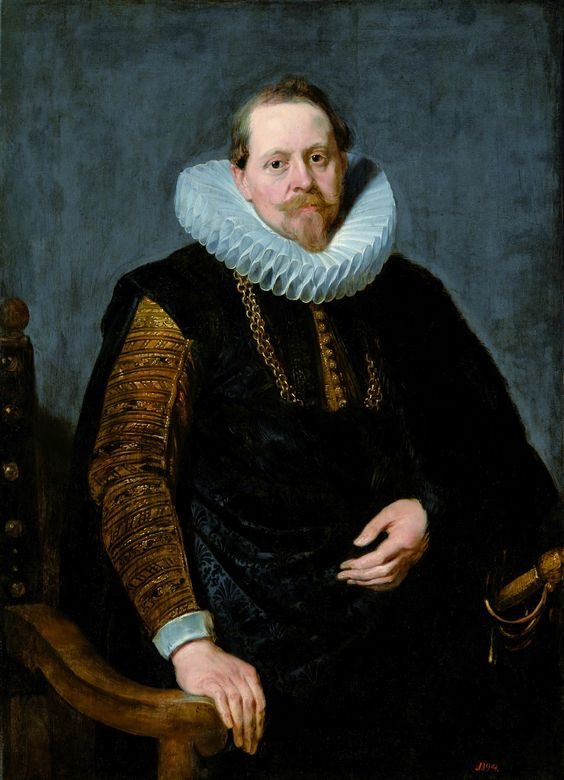
Johannes Carolus de Cordes, een patroon van Cornelis Verdonck.

Cornelis Verdonck (Turnhout, 1563 – Antwerpen, 5 juli 1625) was een polyfonist van de Zuid-Nederlandse School uit de late renaissance. Hij was een van de laatste leden van deze school en maakte zich verdienstelijk als componist van madrigalen in een stijl die zowel Italiaanse als Nederlandse kenmerken verenigde.

## Leven
Verdonck werd geboren in Turnhout. Vanaf zijn vroegste jaren maakte hij deel uit van het huishouden van Cornelis Pruenen, senator en penningmeester van Antwerpen. Hij werd koorjongen aan de Onze-Lieve-Vrouwekathedraal (Antwerpen) tot de leeftijd van 9 jaar. In 1572 trok hij naar Spanje om er deel uit te maken van het koor van Filips II in Madrid, waar hij bleef tot zijn stembreuk in de vroege jaren 1580, waarna hij naar de Nederlanden terugkeerde om in Antwerpen bij Severin Cornet en misschien ook wel bij Hubertus Waelrant te studeren. Zijn vroegste werken die met die van Cornet werden gepubliceerd dateren uit die tijd.
In 1584 keerde Verdonck naar Spanje terug om er opnieuw als zanger in het koor van Filips II te worden aangesteld, hij bleef er van 1598 tot 1599 en keerde daarna naar Antwerpen terug. In 1599 droeg hij bij tot de feestelijke intocht in Antwerpen van de pas getrouwde aartshertogen Albrecht en Isabella Clara Eugenia, met een motet (Prome, novas) dat werd uitgevoerd door een zesstemmig knapenkoor op de rug van een olifant die naast de aartshertog en de aartshertogin reed (uit de getuigenverslagen valt niet met zekerheid op te maken of het een echt dier was of nep). Het is het enige motet waarvan we weten dat het bestemd was voor uitvoering op een olifant.
Heel erg waarschijnlijk bleef Verdonck in de Nederlanden tot aan zijn dood in 1625. Hij verwierf een prebende in Eindhoven die hij tot 1622 behield. Het lijkt erop dat hij in zijn verdere leven in dienst zou zijn gebleven van welgestelde burgers, behalve gedurende zijn tijdelijke verblijf in Spanje. Uit de opdracht van de madrigalenbundel die Verdonck in 1603 uitgaf, blijkt dat een van zijn werkgevers toen Johannes Carolus de Cordes (heer van Wichelen ) was, neef van zijn eerste broodheer.

## Muziek en invloed
Verdonck was een late vertegenwoordiger van de Italiaanse madrigaleske stijl in Noord-Europa. Bijzonder is dat hij madrigalen op Italiaanse tekst componeerde zonder ooit in Italië te zijn geweest. Stilistisch was hij vrij conservatief: hij schuwt de vernieuwingen van de omstreeks 1600 ontluikende barokmuziek, zoals monodie en basso continuo. Hij geeft veeleer de voorkeur aan werk in de polyfone vocale stijl van de late 16de eeuw. In het voorwoord tot de bundel madrigalen van 1599, schreef hij vernietigend over het verval van de muzikale normen in zijn geboorteland dat ooit het centrum van de Europese muziekleven was: “óf deze zoete harmonieën werden onderbroken door de stormen van Mars, die te lang meester was in deze streken, óf de muziek heeft opgehouden geacht te zijn door wie, vol verwarring ..., niet in staat is datgene wat zo rijk is aan akkoorden en harmonie te herkennen."
Wat van Verdoncks werken bewaard is gebleven is meestal geestelijke muziek. Voorts schreef hij Franse chansons en Italiaanse madrigalen. Enkele van die liederen zijn voor een ongewoon groot stemmenaantal geschreven. Zo is zijn uitgave, Poésies françaises de divers autheurs mises en musique par C. Verdonck (Franse gedichten van verschillende auteurs, op muziek gezet door C. Verdonck) van 1599 gecomponeerd voor 10 onafhankelijke stemmen. De textuur van de muziek is meestal contrapuntisch met nu en dan levendige syncoperingen. Op een van zijn madrigalen, Donna belle e gentile, werd een Engelse tekst geplaatst ("Lady your look so gentle"), die in 1588 verscheen in de Musica transalpina-verzameling van Nicholas Yonge, die de madrigaleske hype in Engeland op gang trok.
Hij en andere Antwerpse componisten, zoals Hubertus Waelrant en Andreas Pevernage, hebben teksten in "Brabantse" verzen van Jonker Jan van der Noot op muziek gezet, maar hiervan is niets bewaard gebleven.
Verdonck schreef ook geestelijke muziek; zijn oeuvre telt verschillende motetten en een Magnificat, in vier-, vijf- en zelfs zesstemmige zettingen. Het vijfstemmige magnificat van 1585 is overgeleverd via de oorspronkelijke kopergravure.